# Майк Еррера
Майк Еррера (англ. Mike Herrera, *6 листопада, 1976) американський співак, автор пісень та музикант відомий як ведучий вокаліст, бас-гітарист та автор пісень панк-рок гурту MxPx. Він також фронтмен гурту Tumbledown та бас-гітарист гурту Goldfinger.

## Ранні роки
Еррера народився у місті Бремертон, штат Вашингтон у сім'ї Арта та Мішель Ерерра, з мексиканським та англійським (валійським) корінням. Він середня дитина у сім'ї, у нтого є старша і молодша сестри. Його батьки досі живуть у місті Бремертон в будинку де він виріс. Він навчався гри на гітарі,  під впривом кантрі та панк-рок музики. Еррера заснував гурт MxPx коли він навчався в старшій школі разом з друзями Енді Хастедом та Юрієм Рулі, перший їх «виступ» відбувся на задньому дворі його будинку.

## Кар'єра

### MxPx
Еррера є основним автором пісень, вокалстом і бас-гітаристом у гурті MxPx. Еррера sаснував гурт з друзями Енді Хастедом та Юрієм Рулі у літку 1992, перед початком навчання у старшій школі.

### Соло
Після спаду вктивності гурту MxPx у кінці 2000-их, Еррера збільшив кількість соло виступиів. Його концерти включали пісні гуртів MxPx та Tumbledown, та переважно виконувалався лише вокал та використувувалась лише акустична гітара, хоча інколи до нього приєднувались один чи два музиканти, зокрема інколи Кріс Роу з гурту Ataris.
У власній студії, Monkey Trench Studio Еррера записав «Live In The Basement», що вклачає в себе шість пісень гурту Tumbledown, п'ять пісень MxPx, та кавер на пісню Beatles «I've just Seen Something.» Альбом був виданий в цифровому форматі та лімітовано на CD. Концертні альбоми також доступні в цифровому форматі, «Live&Raw on StageIT.com» та «Live.Web.Feb.4.2013». «Live in Southampton» був виданий виключно для факлубу MxPx.

### Tumbledown
Еррера створив гурт Mike Herrera's Tumbledown разом з гітаристом Джеком Паркером, басистом Маршалом Тротланом, та ударником Херлі Тротланом. На музику гурту вплинули такі «великі американські автори пісень» як Генк Вільямс, Віллі Нельсон та Джонні Кеш. Музика гурту Tumbledown сильно відрізняється від стилю MxPx, є більш легшою, ближче до кантрі.

### В якості продюсера та сторонні проекти
Еррера був продюснром альбомів таких як «At Any Rate» гурту Too Bad Eugene та «Future Plans Undecided» гурту Element (101). Він є бек-вокалістом у пісні «Radio #2» з альбому гурту The Ataris «So Long, Astoria» та «Runaway» гурту Amber Pacific, в альбомі Truth in Sincerity та спів-вокалістом у альбомі Стефана Егертона «The Seven Degrees of Stephen Egerton».
Окрім Tumbledown, Еррера є фронтменом гурту Arthur (MxPx разом з початковим бас-техніком Нейлом Хандтом), вони видали шести-пісенний міні-альбом та один студійний альбом перед розформуванням, так само як і гурт The Cootees (Майк Еррера, Джілс Брандон, Том Висневський, та Дейл Йоб), проект лейблу Tooth & Nail у середині 1990-х.
Еррера відкрив Monkey Trench studio у Брементоні в 2008.
У 2016, Еррера був запрошений Джоном Фельдманом до ска-панк гурту Goldfinger в якості нового бас-гітариста. Його перший сингл з гуртом є «Put The Knife Away», який виданий 24 травня 2017.

### Інструменти
Еррера користується бас-гітарами Music Man StingRay та струнами Ernie Ball та використовував їх практично у кожному записі MxPx. Для підсилення він використовує Hartke LH1000 head та Hartke 8x10 cabinet. Також він використовує акустичні гітари Takamine, гітари Sparrow, підсилювачі Mesa Boogie, Samson Tech, Hartke та перкусію Latin.

## Дискографія

### Студійні альбоми
- MxPx — Pokinatcha (1994), вокал та бас-гітара у альбомі.
- MxPx — Teenage Politics (1995), вокал та бас-гітара у альбомі.
- MxPx — Life in General (1996), вокал та бас-гітара у альбомі.
- The Cootees — Let's Play House (1997), вокал у 7 піснях, бек-вокал та гітара у решті альбому.
- MxPx — Slowly Going the Way of the Buffalo (1998), вокал та бас-гітара у альбомі.
- MxPx — The Ever Passing Moment (2000), вокал та бас-гітара у альбомі.
- MxPx — Before Everything & After (2003), вокал та бас-гітара у альбомі.
- MxPx — Panic (2005), вокал та бас-гітара у альбомі. Піаніно у кількох піснях.
- MxPx — Secret Weapon (2007), вокал та бас-гітара у альбомі.
- MxPx — On The Cover II (2009), вокал та бас-гітара у альбомі
- MxPx — Plans Within Plans (2012), вокал та бас-гітара у альбомі
- MxPx — Acoustic Collection (2014), вокал та акустична гітара у альбомі
- Tumbledown — Tumbledown (2009), вокал та акустична та електро гітара у альбомі.
- Tumbledown — Empty Bottle (2010), вокал та акустична та електро гітара у альбомі.
- Goldfinger — The Knife (2017), бас-гітара у альбомі.

### Міні-альбоми
- MxPx — On The Cover (1995), вокал та бас-гітара у альбомі. Гітара у 3 піснях.
- MxPx — Move to Bremerton (1996), вокал та бас-гітара у альбомі.
- Arthur — Loneliness Is Bliss (1999), вокал та електро гітара у альбомі.
- MxPx — The Renaissance EP (2001), вокал та бас-гітара у альбомі. Піаніно у деяких піснях.
- Tumbledown — Atlantic City EP (2007), вокал та електро гітара.

### Збірки
- MxPx — Let It Happen (1998), вокал та бас-гітара у альбомі.
- MxPx — Ten Years & Running (2002), вокал та бас-гітара у альбомі.
- Various Artists — «JoshuaFest 2005» (2005), вокал та гітара з Jordan Tyler у «On My Own» (пісня також показували у MTV's The Real World: Austin).
- MxPx — Let's Rock (2006), вокал та бас-гітара у всьому альбомі, акустична гітара у кількох піснях.

### Концертні альбоми
- MxPx — At The Show (1999), вокал та бас-гітара у альбомі.
- Tumbledown — Live in Tulsa (2010) вокал та акустична гітара у альбомі. Бас-гітара у 2 піснях.
- Mike Herrera — «Live in the basement» (2011) вокал та акустична гітара у альбомі.
- MxPx — «Left Coast Live» (2017) вокал та бас-гітара у альбомі. акустична гітара/вокал у пісні «Quit Your Life».

### Як продюсер
- Marine View Drive — Five Days Down EP (2010), продюсер та інженірінг, вокал у Let's Go Out.[4]
- The Water Tower Bucket Boys — Sole Kitchen (2010), продюсер та інженірінг, вокал у Blackbird Pickin' At A Squirrel.